# 三仲丁基硼氢化钾
三仲丁基硼氢化钾是一种有机硼化合物，化学式为KBH(C4H9)3。它可由三仲丁基硼和氢化钾反应制得。

## 用途
三仲丁基硼氢化钾可用于酮的还原，例如，它可以将2α-氟-17β-羟基雄甾-4-烯-3-酮还原为2-氟雄甾-4-烯-3,17-二醇。